# Syracuse (Indiana)
Syracuse – miasto w Stanach Zjednoczonych, w stanie Indiana, w hrabstwie Kosciusko.